# الخرايق (الحمادين)

الخرايق قرية سعودية، تتبع مركز السديره التابعة لمحافظة الطائف في منطقة مكة المكرمة. تقع في جنوب شرق الطائف، وتبعد عنها قرابة 70 كم.

## القرية
تبعد القرية عن المركز حوالي 7 كيلو مترات بإتجاه الشرق، نوع الطريق أسفلتي بحوالي 5 كم وطريق سهل بحوالي 2 كم. أقرب مدينة أو قرية بها مركز وخدمات صحية هو مركو السديره الذي يبعد عن القرية 7 كم. خدمات التعليم: مدرسة سعد بن معاذ الابتدائية ومدرسة أسيد بن الحضير الابتدائية (بنين)، ومدرسة الخرائق الابتدائية ومدرسة الخرائق المتوسطة (بنات)، ومدرسة الخرائق تعليم كبيرات. بالإضافة لوجود كهرباء عامة وخدمة بلدية وخدمة بريد وبث تلفزيوني.